# Łucjan Siewczyński
Łucjan Paweł Siewczyński (zm. 21 lutego 2020)  – polski specjalista w dziedzinie budownictwa kolejowego, dr hab. inż.

## Życiorys
W 1961 ukończył studia na Wydziale Budownictwa Politechniki Poznańskiej. Obronił pracę doktorską, następnie uzyskał stopień doktora habilitowanego. Objął funkcję profesora nadzwyczajnego w Instytucie Zarządzania i Transportu Państwowej Wyższej Szkole Zawodowej im. Hipolita Cegielskiego w Gnieźnie, oraz w Instytucie Inżynierii Lądowej na Wydziale Budownictwa i Inżynierii Środowiska Politechniki Poznańskiej.
Zmarł 21 lutego 2020.